# 헬레니즘, 알렉산드리아와 로마의 자연과학
알렉산드로스 대왕이 전쟁터에서 병사하자, 곧이어 마케도니아 제국은 셋으로 분열되고, 북아프리카 지역은 프톨레마이오스 3세가 새 왕조를 세우게 된다. 프톨레마이오스3세는 그리스의 학자들을 초청하여 플라톤이 세운 아카데미(Academy)아 아리스토텔레스가 설립한 뤼케이온(Lykeion)을 본따서 보다 큰 규모로 도서관과 박물관을 포함한 뮤제이온(Museum)을 설립하여 알렉산드리아 지역을 새로운 학문의 중심지로 만든다. 이 때부터 로마가 지중해 지역과 유럽 대부분을 지배하게 되는 기원 후 수세기까지 학문적ㆍ문화적 활동을 고대 그리스의 영향을 크게 받은 헬레니즘 문명권 활동으로 본다.

## 알렉산드리아의 과학
고대 그리스 세계의 몰락 이후 과학 활동이 급격히 위축된 것은 아니다. 아테네의 리케이온은 아리스토텔레스 이후에도 계속해서 그의 후계자였던 테오프라스토스와 같은 뛰어난 학자들에 의해 과학 활동의 명맥이 유지되었다. 스토아 학파나 에피쿠로스 학파와 같은 다양한 자연관이 보이는 학파들이 나름대로 계속되었고, 사실 천문학, 기하학 등은 계속해서 정교한 내용을 확장해 가며 성장하였다.
기하학은 프톨레마이오스 왕조 초기 알렉산드리아에서 활동했던 유클리드의 ‘기하학 원론’에 이르러 절정을 이룬다. 유클리드는 점, 직선, 삼각형, 원 등 중요한 용어들을 정의하고, 이들 사이의 관계에서 명백해 보이는 공리들을 만들어 낸다. 예를 들어, ‘두 점을 연결하는 직선은 하나만 존재한다.’는 것은 증명이 필요하지 않은 공리인 것이다. 이들 공리들로부터 연역적인 추론을 통해 기하학적 토형에 대한 수많은 정리들을 증명해 내었다. 기하학적인 구도를 갖춘 논리적 추론의 방식은 이미 고대 그리스 문명의 초기부터 시작되었으며 아리스토텔레스의 논리학에서도 그 영향을 발견할 수 있다. 후세의 학자들은 근대 과학이 서양 문명권에서도 그 영향을 발견할 수 있다. 후세의 학자들은 근대 과학이 서양 문명권에서 형성될 수 있었던 가장 기본적인 바탕이 이러한 논리적 사고 구도라고 본다.
고대의 학문적 전통은 실천적인 기술의 문제를 경시하는 경향이 있었으며, 물리적인 현상에 대한 학문과 수학은 매우 다른 기반을 가지고 있다고 인식되었다. 그런 중에도 물리적인 현상들을 수학적으로 다루면서 실천적인 문제들에 대해서 많은 해결책을 제시한 수학자가 아르키메데스이다.
아르키메데스는 그리스 문명권의 시칠리아의 도시 시라쿠사에서 태어나나 기하학자로서 원과 같은 넓이의 정사각형을 그려내 보인다거나 공의 겉넓이나 부피를 구해내기도 했다. 지레와 도르레의 원리를 유클리드 풍의 기하학적 원리고 설명해 냈을 뿐만 아니라 실제로 양수기, 지레식 투석기 등을 발명하기도 하였다.
그러나 물리적 현상의 이해에 수학이 이용될 수 있다는 생각은 아르키메데스 이후 중세 내내 사람들의 관심을 끌지 못했다. 르네상스기에 이르러서야 다시 한번 플라톤의 저술들과 함께 아르키메데스의 저술들이 학자들에게 널리 알려지면서 근대 물리 과학이 수학적인 형태를 갖추어가는데 영향을 끼쳤다.

## 로마의 과학
흔히 로마 시대는 그리스 시절의 활발했던 과학 탐구 활동이 시들해졌던 시기라고 말한다. 로마인들은 그리스인들과는 달리 법률이나 제도의 정비 또는 수도나 도로 건설과 같은 실제적인 문제에 더 많은 관심을 보였다. 따라서 로마 시대의 과학적 저술들은 대체로 독창적인 이론의 전개가 아니라 그리스 이래로 알려진 각종 지식을 간략히 정리하여 전달하는 개요서 형태로 나타났다.
개요서의 성격을 가장 잘 보여주는 플리니우스의 『박물지』같은 내용은 계속 다시 필사되어 당시의 내용이 거의 완전한 형태로 현재까지 전해지고 있다. 고대 원자론자들의 저작은 거의 소실되어 사라졌지만 루크레티우스의 『사물의 본성에 대하여(사물의 본성에 관하여)』는 고대 원자론의 내용을 잘 보여주고 있는 개요서라고 할 수 있는데, 15세기 중반 금속 활자 인쇄본의 책들이 나오기 시작하자 곧 출판되어 17세기 과학 혁명기에 원자론이 부활되는 지적인 배경을 제공한다. 이러한 개요서의 저술 전총은 로마 말기에서 중세 전기 내내 계속되었는데, 창조적인 과학 저술은 거의 없었고 일반적인 지적 수준 역시 점점 저하해 갔다.

## 프톨레마이오스의 천문학과 갈레노스의 의학

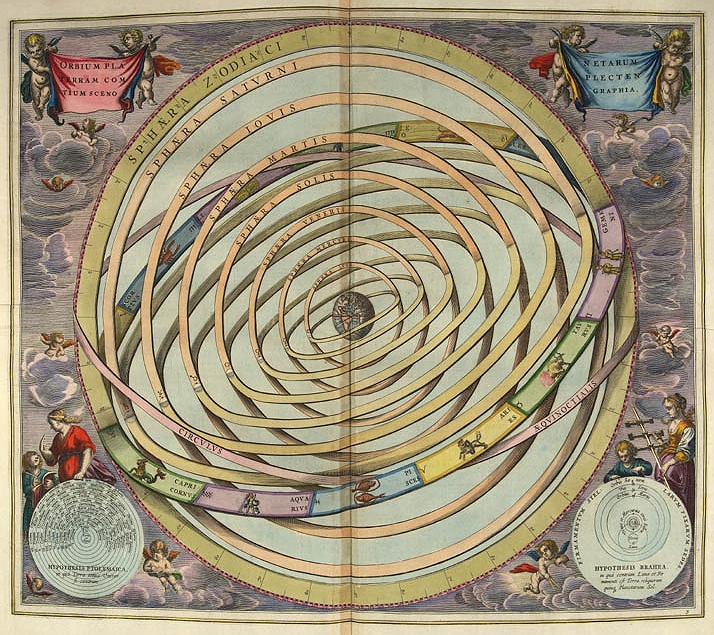
프톨레마이오스가 제시한 천문구조

로마 시기에 과학의 창조적 발전이 크게 이루어지지 않은 가운데, 매우 정교한 우주 체계와 인체의 기능을 설명하는 생리학 체계가 이 때 정립되었다. 고대의 천문학자들은 천문학을 해, 달, 항성이나 행성들의 움직임을 기하학적인 구도 안에서 그려내려는 시도하는 학문으로 간주했다. 따라서 이들은 하늘의 관찰 대상들이 그들이 만들어 낸 수학적인 구도에 따라 움직이거나 존재한다고는 주장하지 않았다. 그래서 천문학을 물리 과학이라기보다는 수학이라고 분류해 냈던 것이다.
실제로 그 이전의 천문학적 지식을 집대성한 오랜 기간 가장 권위있는 천문학 책으로 알려졌던 『알마게스트』를 저술한 프톨레마이오스는 해, 달, 행성들의 움직임을 각도로 추적하여 나타내는 데 주력했고, 이들 천체의 물리적 크기나 그들 사이의 거리 같은 사항은 별도로 다루었다. 그러나 아리스토텔레스 자신은 하늘 위의 물체가 무엇인가에 밀리지 않고 홀로 움직인다는 것을 받아들일 수 없었다. 그래서 그는 이들 천체를 식도 심께 하늘 위에서 지구를 중심으로 하여 원을 그리며 도는 공 껍질 모양의 친구를 가정했다. 그리고 중세 내내 지구를 중심으로 하여 동심원을 그리며 움직이는 여러 개의 천구들로 이루어진 우주의 모습이 사람들의 마음을 사로잡게 된다.
갈레노스는 모든 인체의 구조를 기능적으로 해설하려고 하였다. 코는 숨을 쉬기 위해 만들어졌고 다리는 걷기 위해 그리고 눈은 보기 위해 만들어졌다는 것이 갈레노스의 입장이다. 갈레노스는 또한 인체의 3가지 중요한 기능, 즉 소화, 호흡, 신경을 설명하는 일관된 체계를 수립했다. 우선 음식물은 위와 장을 거쳐 간에서 피로 바뀌어 정맥을 통해 온몸에 전달되어 영양으로 제공된다. 이 피의 일부는 허파에서 공기를 받아 생명력과 열을 만들어 낼 수 있는 생명의 정기가 되어 동맥을 통해 온몸에 전달된다. 이 생명의 장기가 뇌 부근에서 정신 활동을 일으킬 수 있는 영혼이 되어 뇌와 신경을 통해 쓰이게 된다. 갈레노스의 이론은 심장과 동맥, 정맥을 통한 혈액 순환의 해부학적 지식과 혈액의 산소 전달이라는 생리학적 개념이 없던 시대에 이는 소화, 호흡 및 신경계의 기능을 설명해 주는 매우 그럴듯한 이론 체계였다.

## 같이 보기
- 과학사
- 고대 그리스의 과학